# Calvyn Justus
Calvyn Justus (Johannesburgo, 14 de diciembre de 1995) es un nadador sudafricano. Participó en los Juegos Olímpicos de Río de Janeiro 2016. En 2018, ganó la medalla de bronce en los Juegos de la Mancomunidad en el relevo 4x100 metros estilos, junto a sus compañeros Cameron van der Burgh, Chad le Clos y Bradley Tandy.

## Palmarés internacional
| Juegos de la Mancomunidad | Juegos de la Mancomunidad | Juegos de la Mancomunidad | Juegos de la Mancomunidad |
| Año                       | Lugar                     | Medalla                   | Prueba                    |
| ------------------------- | ------------------------- | ------------------------- | ------------------------- |
| 2018                      | Gold Coast ( Australia)   | Medalla de bronce         | 4x100 m estilos           |